# Eupithecia nigritaria
Eupithecia nigritaria là một loài bướm đêm trong họ Geometridae.